# 841 Arabella
Arabella è un asteroide della fascia principale. Scoperto nel 1916, presenta un'orbita caratterizzata da un semiasse maggiore pari a 2,2552878 UA e da un'eccentricità di 0,0698865, inclinata di 3,79411° rispetto all'eclittica.
Stanti i suoi parametri orbitali, è considerato un membro della famiglia Flora di asteroidi.
Il suo nome fa riferimento all'opera lirica Arabella, del compositore tedesco Richard Strauss.